# Liceo Francés de Valencia
El Liceo Francés de Valencia (LFV; en francés: Lycée Français de Valence) es un centro de enseñanza primaria y secundaria privado francés que lleva funcionando 125 años. Está situado en la ciudad de Paterna a 10 km de Valencia pero anteriormente estaba en la calle Isabel la Católica con el nombre de "Alianza Francesa". En esta escuela, hay 2012 alumnos entre los cuales se pueden encontrar numerosas nacionalidades, concretamente, 41; de las cuales, 5 idiomas. El porcentaje de aprobación del bachillerato es de 100%.

## El sistema de cursos de la educación francesa
|                           |                           |                           | nº de clases |
| Infantil                  | 1.º de infantil           | PS                        | 5            |
| Infantil                  | 2.º de infantil           | MS                        | 4,5          |
| Infantil                  | 3.º de infantil           | GS                        | 4,5          |
| Total infantil            | Total infantil            | Total infantil            | 14           |
| Primaria                  | 1.º de primaria           | CP                        | 5            |
| Primaria                  | 2.º de primaria           | CE1                       | 5            |
| Primaria                  | 3.º de primaria           | CE2                       | 6            |
| Primaria                  | 4.º de primaria           | CM1                       | 6,5          |
| Primaria                  | 5.º de primaria           | CM2                       | 6,5          |
| Total primaria            | Total primaria            | Total primaria            | 28           |
| Total infantil + primaria | Total infantil + primaria | Total infantil + primaria | 42           |
| Collège                   | 6.º de primaria           | 6ème                      | 6            |
| Collège                   | 1.º de la ESO             | 5ème                      | 7            |
| Collège                   | 2.º de la ESO             | 4ème                      | 6            |
| Collège                   | 3.º de la ESO             | 3ème                      | 6            |
| Total collège             | Total collège             | Total collège             | 25           |
| Lycée                     | 4.º de la ESO             | 2nde                      | 7            |
| Lycée                     | 1.º de bachillerato       | 1ère                      | 5            |
| Lycée                     | 2.º de bachillerato       | Terminale                 | 4            |
| Total lycée               | Total lycée               | Total lycée               | 16           |
| Total collège + lycée     | Total collège + lycée     | Total collège + lycée     | 41           |
| Total Centro              | Total Centro              | Total Centro              | 83           |

## Servicios
El Lycée Français de Valence cuenta con varios servicios como:
- El comedor que está disponible para todos los estudiantes aunque a partir de una cierta edad es opcional. Hay 2 comedores en el colegio pero desde el Covid-19 hemos añadido otro para los más pequeños. El Lycée trabaja con la empresa Colevisa. El menú está determinado por dos platos y un postre. Para más información, en la página de la escuela secundaria podemos ver el menú diario del mes https://www.lfval.net/es/services/restauration/menus/menus_ES.php

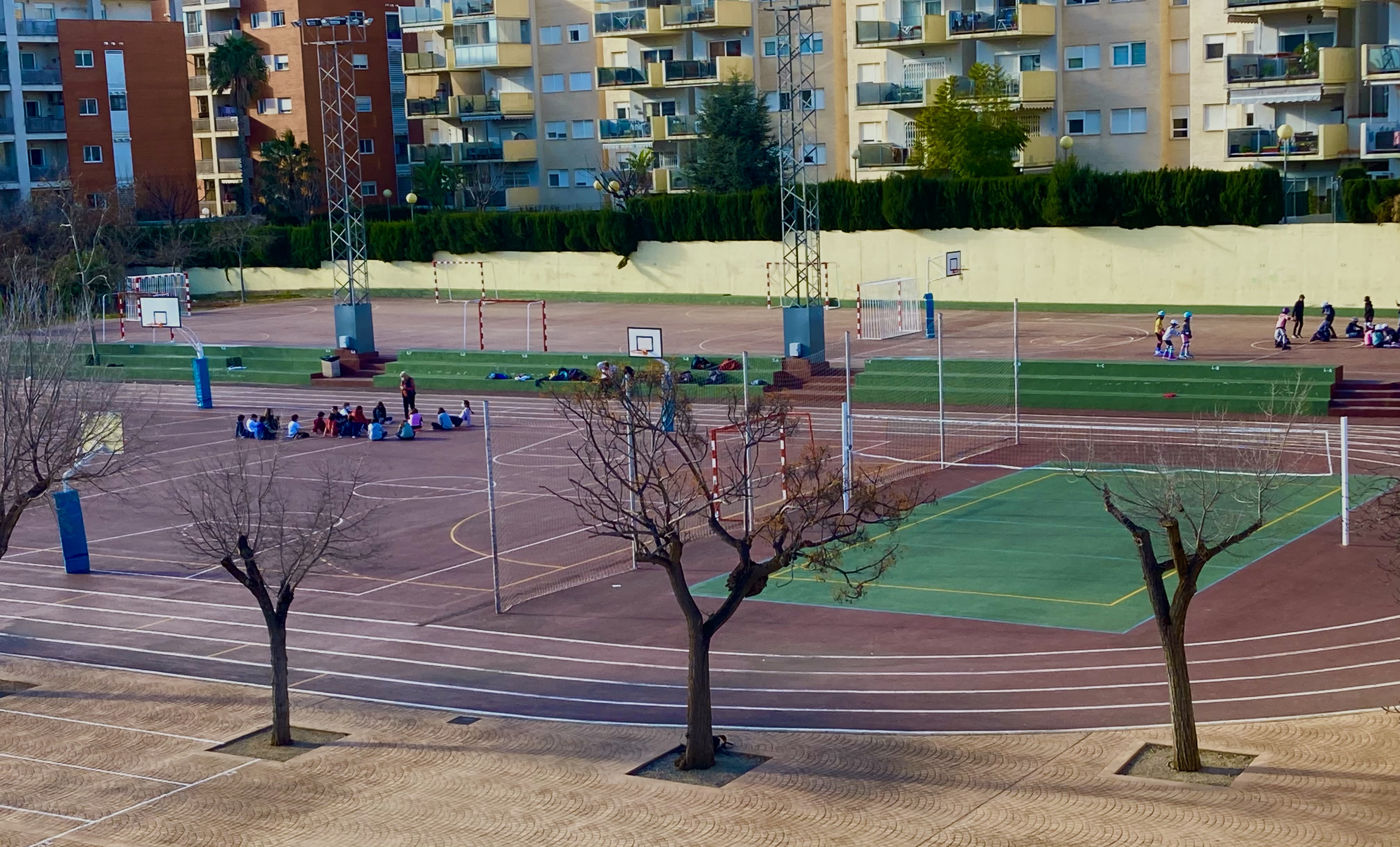

- El transporte escolar que está al igual disponible para todos los alumnos y al igual es opcional. Hay varias rutas, que pasan por Valencia hasta llegar al Liceo. El servicio de transporte escolar está gestionado por la comisión transporte. Para más información, esta es la página web del transporte escolar. http://www.apaliceovalencia.com/index.php/es/nuestros-servicios-es/transporte-es
- Servicio Sanitario está presente para todos. La enfermería abre de lunes a viernes de 8h45 a 18h. Pista de deporte

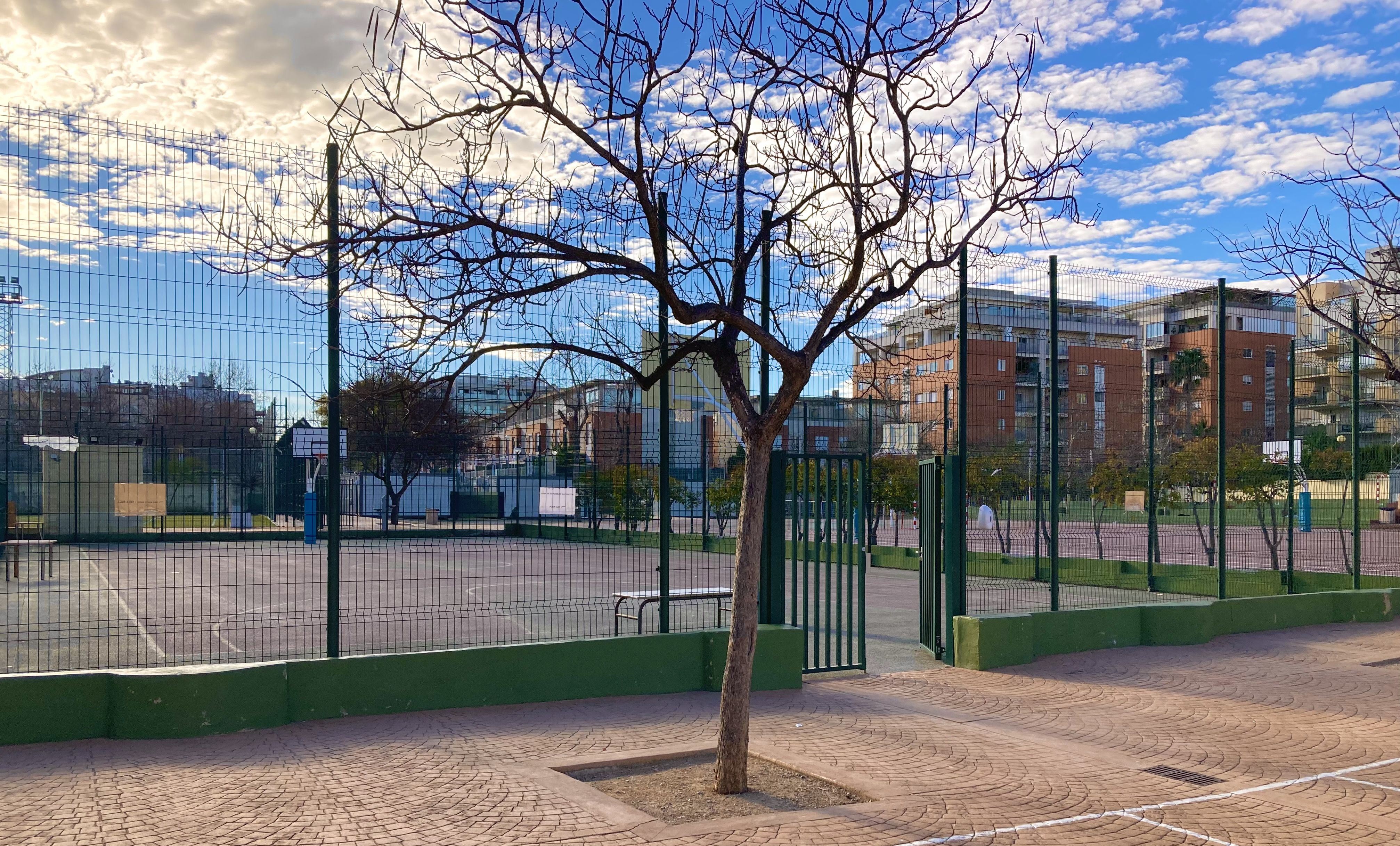
Pista de deporte

## Organización
El liceo tiene varias bibliotecas, una para los más pequeños y otra para los más mayores (a partir de sexto de primaria) que esa biblioteca es llamada "C.D.I" que posee una página web donde se pueden ver los libros que hay. Esta es la página: https://1340013l.esidoc.fr/
Para los alumnos a partir de sexto de primaria hay una secretaría que se llama "La vie scolaire" y allí es donde se acude tras cualquier tipo de problema o para marcar alguna ausencia, retraso o en caso de ir a la enfermería mientras hay clase. https://www.lfval.net/es/college_lycee/vie_scolaire/vie_scolaire.php
El liceo trabaja como todos los colegios franceses con la página de pronote, que también está en formato de aplicación y es donde se ponen las notas, los horarios, las ausencias y todo. En esta página pueden entrar los profesores, los alumnos y al igual los padres. Esta es la página https://1340013l.index-education.net/pronote/

## Historia del LFVAL
Hace más de un siglo que se enseña el francés en Valencia. Esta escuela fue creada en 1889 con el nombre de "Colegio de la Alianza Francesa" hasta que en 2011, se convirtió en el "Lycée Français de Valence". 
16 de abril de 1888: La colonia francesa se reunió bajo la presidencia del Cónsul de Francia en Valencia para discutir las condiciones para el establecimiento de una escuela de francés bajo los auspicios de la Alianza Francesa domiciliada en París (fundada en 1886 con el objetivo de difundir la lengua francesa en el extranjero). 
17 de abril de 1888 : Formación de un Consejo compuesto por franceses y un Comité Ejecutivo compuesto por un presidente, un secretario y un tesorero. 
Vuelta a la escuela 1888-89: La Alianza Franco-Española crea "Les Ecoles Françaises" y se instala en la calle Ruzafa, 62. 
1889-90: Las "escuelas francesas" se convierten en "Colegios" donde los alumnos de ambos sexos están separados. El Colegio de la Alianza Francesa ofrece cursos de calidad en todas las secciones y se convierte rápidamente en un establecimiento de prestigio en la ciudad. 
1893 : Apertura de clases nocturnas para adultos 
La vuelta 1896-97: El liceo contaba con 180 alumnos divididos en seis clases con cuatro profesores de francés y dos de español, un profesor de costura para las niñas. 
La vuelta1897-98: Nueva organización de la enseñanza que se realiza ahora como en las escuelas francesas (Literatura, Filosofía, Geometría, Álgebra, Ciencias Físicas y Naturales y Contabilidad). Apertura de tres nuevas clases, por lo tanto un total de siete. 
Enero de 1898: Apertura de un internado hasta 1919. 
1898: Inauguración del transporte escolar. 
1902: Tras un conflicto de intereses, el colegio se instala en la plaza Mirasol, 5 y también ha dado clases de gimnasia allí. Los estudiantes se preparan para el Brevet Elemental y Superior, así como el Certificado de Estudios. 
1908: Apertura de nuevas clases y cursos. Clases de preparación para el bachillerato y las escuelas de negocios, cursos de español y clases de recuperación de materias de "Bachillerato". 
1913-1914 : El colegio tiene 11 clases y 380 alumnos. Tras la Primera Guerra Mundial, muchos franceses son movilizados y a menudo vuelven a casa acompañados por sus familias, lo que explica el descenso de las cifras. 
1919: El "Collège" se encuentra en una situación crítica, ya que Francia aún no es miembro de las más capaces de asignar subvenciones. La solución sólo puede ser local. El colegio se traslada a un pequeño edificio, en el número 10 de la calle Isabel la Católica, hasta 1977. Creación de la Asociación Francesa de Enseñanza (A.F.E). 
1920-1921: El "Collège" tiene 12 clases, incluida la primera clase mixta. 
Finales de marzo de 1937-octubre de 1939: Durante la Guerra Civil el "Collège" cierra sus puertas. 
1939-1941: El Colegio se convierte en una institución totalmente española. 
1941: El Colegio es asumido por un director nombrado por el Gobierno francés. 
1944: Una oleada de refugiados franceses aumenta el número de estudiantes a 586. Esta cifra no se superará hasta 1972.
1945: El Colegio también es la sede del Instituto Francés, que tras la construcción de una sala de conferencias en 1948, se convierte en un centro cultural de primer orden. 
1947: El colegio abre un anexo en la calle Jaï Alaï, donde se puede seguir una enseñanza de español o formación empresarial. Este anexo se instalará más tarde en la calle Doctor Sumsi. 
1957: Tras las grandes inundaciones, el edificio de Isabel la católica está profundamente restaurada y remodelada. 
En los años siguientes, el reducido tamaño de los locales llevó a la A.F.E. a considerar la construcción de una nueva escuela. Para ello, compra un terreno en la comuna de Paterna. 
1963: Las clases van desde el jardín de infancia hasta el nivel medio 2. 
1970: La Ley General de Educación amplía la escolarización en 3 años (fin del nivel de 4.º grado). Para garantizar el futuro del Colegio, la A.F.E. decide crear la educación universitaria y empezar a construir un nuevo establecimiento. 
1972-1973: Apertura de dos clases de 6.º grado en el ático reconvertido del colegio. 
1974: Apertura de un anexo 18 Gran Vía Marqués del Turia para el 6.º y 5.º nivel. 
1975: el Obispado de Valencia nos alquila un ala del seminario de Moncada para un periodo de tres años. 
1977: Fin de la enseñanza del catecismo. En octubre, el instituto de Paterna acoge por primera vez a 1.431 alumnos, desde el jardín de infancia hasta el primer grado. 
1978: Nuestros alumnos asisten por primera vez al bachillerato y obtener muy buenos resultados. Desde entonces, nuestras instalaciones han aparecido en todas las listas de año como uno de los mayores establecimientos franceses en el extranjero. Nuestro La primera promoción celebrará este año su 34.º aniversario. 
La ordenanza del 22 de abril de 1981 declara al Collège Centre Français como "Centro Francés" con una del estado.
1982: El Gobierno francés nos reconoce como establecimiento francés situado fuera del territorio de la República Francesa B.O. nº36 p.3471.
1 Enero de 1987: El Liceo pasa a ser gestionado directamente de la misma manera que el Instituto en Madrid y Barcelona.
1989: El Liceo celebra su centenario, convirtiéndose en uno de los más importantes Centros de enseñanza de francés más antiguos en el extranjero.
1990 : Creación de la Agencia para la Enseñanza del Francés en el Extranjero, de la que La Escuela Francesa de Valence es una escuela de gestión directa.
Para 2014: 125.º aniversario del Liceo Francés de Valencia.

## Infantil
El curso de tiene como objetivo el desarrollo del alumno y convertirlo en alumno. 
Sus objetivos son:
- Desarrollar habilidades motoras, emocionales, intelectuales y sociales.
- Enseñar a los niños a ser autónomos y respetuosos.
- Preparación de su posterior escolarización con los primeros aprendizajes.

## Primaria
La escuela primaria acoge a alumnos de 6 a 11 años en dos ciclos (ciclo 2 y ciclo 3) y hay cinco niveles de clases que ya hemos mostrado anteriormente.
Sus objetivos son:
- desarrollar inteligencia, sensibilidad artística, habilidades manuales, físicas y deportivas;
- inculcar en los alumnos una cultura histórica, geográfica, científica y técnica;
- proporcionar una educación en artes visuales y artes musicales;
- enseñar una lengua extranjera moderna;
- contribuir a la comprensión y uso responsable de los medios;
- adquisición y comprensión del requisito de respetar a la persona, sus orígenes y sus diferencias;
- requisito de respeto de los derechos del niño e igualdad entre mujeres y hombres;
- el ejercicio de la ciudadanía, aprendiendo los valores y símbolos de la República Francesa y la Unión Europea.

## ESO y Bachillerato
Los objetivos de la escuela intermedia son los siguientes:
- aprender y mejorar los lenguajes para pensar y comunicar (el francés, lenguajes extranjeros, lenguajes matemáticos, científico e informática, lenguajes del arte y del cuerpo);
- enseñarles métodos y herramientas para aprender;
- la formación de la persona y del ciudadano;
- enseñar las representaciones del mundo y la actividad humana;
- aprender los sistemas naturales y los sistemas técnicos.

## Organigrama 2020/2021
Gestiónː
- Director: Raoul Boutier
- Subdirector: Yann Calvet
- Director Administrativo y Financiero: Christine Salgado
- Director principal del ciclo 3: Stéphane Dupuy
- Director Principal de los Ciclos 1 y 2: Pierre Degret
- Directora Técnica de Estudios Españoles: Manuela Guevara

Vida escolar:
- Centro de formación CPE: Alexandra Ragazzacci
- Secundaria CPE: Maite García

Administración:
- Asistente de dirección: Lola Campos
- Secretaria de 2.º grado: Claire Beyou
- Secretaria de Primaria de ciclo 3 y Comunicación: María Camarena
- Secretaria de primaria de los ciclos 1 y 2: Anne Bégoc
- Gerente de presupuesto y materiales: Vanessa Verdes
- Encargada de tasas y matrícula: Estelle Cariou
- Gerente de Recursos Humanos -encargada de compatibilidad general: Mari-Carmen Guis
- Encargada de viajes escolares y formación profesional del personal / Referente en medicina y seguridad laboral: Katia Meis
- Secretaria de Estudios Españoles: Carmen Berto